# Ozyptila orientalis
Ozyptila orientalis är en spindelart som beskrevs av Kulczynski 1926. Ozyptila orientalis ingår i släktet Ozyptila och familjen krabbspindlar. Utöver nominatformen finns också underarten O. o. basegica.